# Метаварисцит
Метаварисцит (рос. метаварисцит; англ. metavariscite; нім. Metavariscit m) — мінерал, водний фосфат алюмінію каркасної будови.

## Загальний опис
Хімічна формула: AlPO4•2H2O.
Сингонія моноклінна.
Кристали таблитчасті або призматичні.
Густина 2,53.
Твердість 4,0-4,5.
Розчиняється в HCl.
Колір зелений, синій, білий.
Як продукт зміни варисциту знайдений у родов. Льюсін, шт. Юта (США).
Від мета… й назви мінералу варисциту (E.S.Larsen, W.T.Schaller, 1925).
Син. — кліноварисцит.